# 张砺
张砺（9世纪—947年6月21日），字梦臣，中国五代十国政权后唐和辽朝官员。

## 家世
张砺生年不详，磁州滏阳县人。祖父张庆，父张宝，世代为农。张砺年幼时好学有文采。他还是百姓时，目睹百姓争执，就亲自去官府，像官员一样辨别曲直。

## 后梁年间
张砺起初依附后梁大臣李愚。贞明年间（915年－921年），从河阳北上投靠晋王李存勗，得补授太原府掾，并称赞李愚的节操和文章，晋国于是称道李愚。

## 后唐年间
李存勗于同光元年建立后唐，即后唐庄宗，同年灭梁。同光年间（923年－926年），张砺中进士，不久拜左拾遗，在史馆修史。三年（925年），皇子魏王李继岌为名义统帅讨伐西南邻国前蜀，实际主事的枢密使郭崇韬奏请张砺掌军中文书。唐军灭蜀后，李继岌奉母刘皇后教令杀郭崇韬，郭崇韬亲信惧祸奔逃，只有张砺去魏王府第为郭崇韬而哭。
四年（926年）正月，李继岌开始率军班师都城洛阳，二月，排陈斩斫使李绍琛（康延孝）反叛。李继岌派善于军事的工部尚书任圜讨伐之。张砺建议任圜把精兵埋伏在后，以弱兵诱敌，任圜从之，败李绍琛，迫其奔汉州。任圜随后破城生擒之。李存勗下诏令处死李绍琛，四月诏到时，洛阳已生兵变，监军李从袭为了与任圜争功，想留下李绍琛的性命。任圜犹豫，张砺说：“此贼构乱导致班师延迟，且明公血战擒贼，怎能违诏养祸，这是破槛放虎，自贻其咎啊。公若不决，我亲自杀此贼。”任圜不得已而杀了李绍琛。
先前，郭崇韬与大将李继麟被冤杀导致后唐多起兵变。四月，李存勗死于洛阳兵变，其中一起兵变的头领李存勗义兄李嗣源接管洛阳，先称监国，再称帝。李继岌想和李嗣源交战，但士兵开始离散，他自杀。李嗣源天成年间（926年－930年），李嗣源闻张砺名，召为翰林学士。张砺因父母过世服丧，期满，再入为学士，历充礼部、兵部员外郎、知制诰。不久，张宝妾去世。她在世时，因侍奉张宝多年，张砺很敬重她，他的儿子们也称她为祖母。张砺不知道该如何服丧，问同僚，无人能给他建议，于是他请假回滏阳，不穿丧服而闲居三年，为有识之士所称许。当时常侍张文宝主管科举，中书省奏落榜进士数人，请诏翰林学士院作一诗一赋下达礼部给举人作为范文。张砺与学士窦梦徵等撰格诗格赋各一送给中书省，宰相认为不可，窦梦徵等请户部侍郎右丞充承旨李怿来写，李怿笑而辞之。
李嗣源养子李从珂清泰年间（934年－936年），张砺被授尚书比部郎中、知制诰，依前充学士。元年（934年），与翰林学士程逊、学士和凝等上书十三事。三年（936年），李嗣源婿河东节度使石敬瑭在后唐北邻敌国契丹支持下反叛，李从珂派李嗣源另一女婿枢密使赵延寿等人讨伐，命翰林学士和凝与赵延寿同行。张砺素来轻视和凝，请求自己去，李从珂慰劳他，并同意了，于是以赵延寿为河东道南面行营招讨使，张砺为判官。后赵延寿与其养父赵德钧为契丹太宗所败，张砺与赵氏父子都被俘虏到契丹。李从珂绝望自杀，唐亡，其地被石敬瑭建立的后晋接管。

## 辽朝年间
契丹太宗见张砺刚直有文采，擢翰林学士。他遇事必尽言，无所避，太宗愈发器重他。天显十一年（937年），张砺逃跑，被追兵所获，太宗斥责他：“为什么舍我而去！”张砺答：“臣是中原人，饮食衣服都与这里不一样，生不如死，愿早就戮。”太宗斥责负责善待中原俘虏的通事高彦英（或作高唐英），鞭打了他一百下，向张砺谢罪，待之如初。会同年间（938年－947年），升翰林承旨，兼吏部尚书。
石敬瑭死后，其侄石重贵继位，当时契丹已改国号辽，石重贵不再依附辽，与辽对抗。会同九年（946年），辽太宗大举南下，打败石重贵姑父后晋大将杜威并迫其投降，逼近晋都开封，石重贵绝望投降，晋亡，领地被辽所占。辽军逼近开封时，故皇后萧温兄萧翰、耶律郎五、太宗从弟耶律拔里得等将肆意杀掠，随征的张砺对太宗说：“今大辽已得天下，应该用中原人为中原将相，不宜用北人（契丹人）及左右近臣。一旦政令有失，则人心不服，即使现在得到了，也将失去。”但太宗不从。十年（947年）二月太宗入开封后，称中原皇帝，张砺和赵延寿推荐后晋宰相李崧，李崧被任为太子太师，充枢密使。张砺又荐后晋屯田员外郎、知制诰鱼崇谅为翰林学士。赵延寿被辽封为燕王，想做中原皇帝，未得太宗支持，又请求为皇太子，太宗认为皇太子只有皇子才能做，命迁赵延寿官。张砺奏拟赵延寿为中京（恒州）留守、大丞相、录尚书事、都督中外诸军事，枢密使如故，太宗取笔涂去“录尚书事都督中外诸军事”而执行。以张砺为右仆射兼门下侍郎、同平章事。左仆射和凝也被任为兼中书侍郎、同平章事。有司给赵延寿貂蝉冠、张砺三品冠服，二人都不肯穿戴，张砺说：“我在上国时，晋派冯道奉册北上来朝，带了二个貂冠，一个给了宰相韩延徽，一个给了我。现在可以降服吗！”于是着貂蝉冠上朝。
辽兵虐待中原汉人，不久全国叛乱蔓延。太宗疲于应对，决定撤回本土，留宣武军节度使萧翰守开封。张砺反对萧翰居此任，未被采纳。太宗见路过的城池都化为丘墟，就说：“中原如此，都是燕王（赵延寿）的罪过。”又看着张砺说：“你也有责任。”
太宗没有回到辽本土就在途经恒州附近时病故。太宗亡兄耶律倍子永康王耶律阮召赵延寿、张砺、和凝、李崧、冯道于所馆饮酒，将意欲自称中原皇帝的赵延寿擒拿，告知张砺等人“燕王谋反，被锁拿，诸公不必担忧。”又至待贤馆受蕃、汉官谒贺，笑着对张砺等说：“燕王如果行此礼，我以铁骑围之，诸公不能免祸。”耶律阮自称受太宗遗命知南朝军国事，遣散张砺等，又宣太宗遗诏称帝，即辽世宗。考虑到祖母皇太后述律平将反对自己继位，他夺取辽军主力继续班师，留张砺等汉族官员屯恒州。后来萧翰与安国节度使中京留守耶律拔里得也从中原撤退到恒州，仍记恨张砺建议以汉治汉，以铁骑围张砺家。张砺正卧病，出来相见，萧翰骂道：“你何故对先帝说胡人不可以为节度使？我是宣武节度使，又是国舅，你却在中书省对我下令！先帝留我守汴州，令我处宫中，你又以为不可。又在先帝面前诋毁我和解里（傅住儿），说解里喜欢掠人财，我喜欢掠人子女。今天我一定要杀你！”下令锁拿张砺。张砺不屈回答：“这都是国家大体，我确实这么说了。想杀就杀，何必要锁！”耶律拔里得认为不可擅杀大臣，不让萧翰杀张砺，萧翰离去。耶律拔里得给张砺解锁。当晚，张砺愤恚而死。张砺为人耿直仗义，爱惜人才，急于奖励提拔，赞扬他人善举，以己财救济穷人，中原士大夫闻其过世，都叹惜。家人焚烧了他的骸骨，归葬滏阳。